# Encore II
『Encore II』（アンコール・ツー）は、岡村孝子のライヴビデオ。1989年2月25日にVHSおよびレーザーディスクで発売されたのち、2003年11月26日にDVD化された。発売元はファンハウス。

## 解説
- コンサート・ツアー「Christmas Picnic」の最終日（1988年12月24日）、東京ベイNKホールにおけるライヴを収録している。
- ジャケット写真はライヴ・シーンの模様ではなく、ライヴでの衣装を着てスタジオで撮り下ろしたもの。
- 「夢をあきらめないで」は、2005年6月22日にリリースされたシングル「夢をあきらめないで 『逆境ナイン』リマスタリング・バージョン」の初回限定DVDにも収録された。

## 収録曲
1. リベルテ
2. TODAY
3. 月が泣いた夜
4. リフレイン
5. クリスマスの夜
6. ラスト・シーン
7. あなたと生きた季節
8. Believe
9. ピエロ
10. 夢をあきらめないで

- 全作詞・作曲: 岡村孝子

## 関連作品
- 夢の樹　　M-9
- 私の中の微風　　M-6
- Andantino a tempo　　M-10
- liberté　　M-1・3・10
- SOLEIL　　M-2・5・7・8